# Lauriane Genest
Lauriane Genest (Montréal, 28 maggio 1998) è una pistard canadese, medaglia di bronzo nel keirin ai Giochi olimpici di Tokyo 2020.

## Carriera
Nel 2021 ha vinto la medaglia di bronzo nel keirin ai Giochi olimpici di Tokyo. Nella stessa stagione ha concluso quarta nella velocità ai campionati del mondo di Roubaix.

## Palmarès

### Pista
- 2017

Campionati canadesi, 500 metri a cronometro
Campionati canadesi, Velocità a squadre (con Tegan Cochrane)
- 2018

Campionati canadesi, 500 metri a cronometro
Campionati canadesi, Velocità a squadre (con Amelia Walsh)
- 2019

Festival of Speed, Velocità
Festival of Speed, 500 metri a cronometro
Fastest Woman on Wheels, Velocità a squadre (con Kelsey Mitchell)
Fastest Woman on Wheels, Keirin
Campionati panamericani, Velocità a squadre (con Kelsey Mitchell)
Campionati panamericani, Keirin
Campionati canadesi, Keirin
- 2020

6ª prova Coppa del mondo 2019-2020, Velocità a squadre (Milton, con Kelsey Mitchell)
Campionati canadesi, Keirin
- 2022

Campionati panamericani, Velocità a squadre (con Kelsey Mitchell e Sarah Orban)

## Piazzamenti

### Competizioni mondiali
- Campionati del mondo su pista

Pruszków 2019 - Velocità: 17ª
Pruszków 2019 - Keirin: 13ª
Berlino 2020 - Velocità a squadre: 5ª
Berlino 2020 - Velocità: 11ª
Berlino 2020 - Keirin: 16ª
Roubaix 2021 - Velocità a squadre: 8ª
Roubaix 2021 - Velocità: 4ª
Roubaix 2021 - Keirin: 10ª
St. Quentin-en-Yv. 2022 - Vel. a squadre: 8ª
St. Quentin-en-Yv. 2022 - Velocità: 10ª
St. Quentin-en-Yv. 2022 - Keirin: 23ª
- Giochi olimpici

Tokyo 2020 - Keirin: 3ª
Tokyo 2020 - Velocità: 8ª

### Competizioni continentali
- Campionati panamericani

Aguascalientes 2018 - Velocità a squadre: 3ª
Aguascalientes 2018 - Velocità: 4ª
Aguascalientes 2018 - Keirin: 2ª
Cochabamba 2019 - Velocità a squadre: vincitrice
Cochabamba 2019 - Velocità: 8ª
Cochabamba 2019 - 500 metri a cronometro: 4ª
Cochabamba 2019 - Keirin: vincitrice
Lima 2022 - Velocità a squadre: vincitrice
Lima 2022 - Velocità: 4ª
Lima 2022 - Keirin: 2ª